# جيمس داشنر

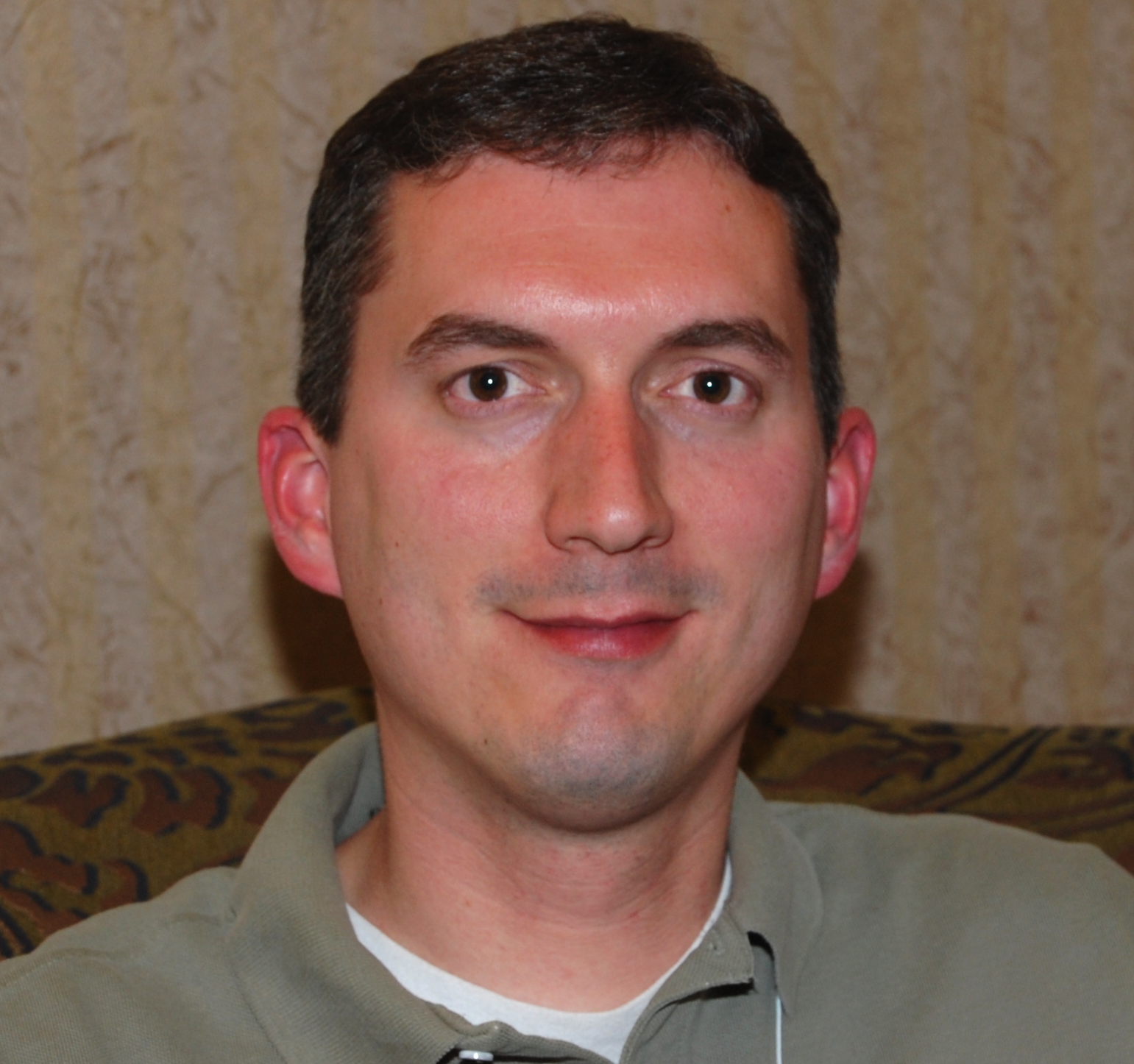

جيمس سميث داشنر (بالإنجليزية: James Dashner)‏ (ولد في 26 نوفمبر 1972) هو كاتب خيال تأملي أمريكي، بالدرجة الأولى سلاسل الأطفال و الشباب البالغين، كسلسلة عداء المتاهة و سلسلة الفانتازيا الواقع الثالث عشر.

## الحياة الشخصية
ولد في 26 نوفمبر 1972 أوستيل،جورجيا .واحد من ست أبناء ، تخرج من ثانوية دولوث و جامعة بريغام يونغ في أوتاه، حيث تلقى درجة ماجستير في الكتابة.

## روابط خارجية
- جيمس داشنر على موقع IMDb (الإنجليزية)
- جيمس داشنر على موقع ميوزك برينز (الإنجليزية)
- جيمس داشنر على موقع قاعدة بيانات الفيلم (الإنجليزية)